# Mistrz Madonny Rodziny Ilsung
Mistrz Madonny Rodziny Ilsung – (j. niem. Meister der Ilsung-Madonna) – anonimowy malarz niemiecki czynny w latach 1475–1500 w Augsburgu.
Przydomek otrzymał od swojego dzieła, obrazu Madonny stworzonego dla rodziny patrycjuszy Ilsung do Bazyliki św. Ulryka i św. Afry w Augsburgu. Wraz z Mistrzem 1477 i Thomasem Burgkmairem jest uważany za jednego z najważniejszych artystów późnego gotyku w Augsburgu. W jego stylu widać wpływy malarstwa niderlandzkiego. W jego warsztacie terminował Hans Holbein (starszy).